# Карасинець
Карасинець — озеро у Шацькому районі Волинської області України.
Озеро Карасинець знаходиться на північний схід від селища Шацьк. На північ від озера розташоване село Мельники. Карасинець з'єднаний каналом з озером Озерце, яке лежить за 500 м на північний схід від нього.
Площа Карасинця — 13,9 га, довжина — 550 м, ширина — 375 м, максимальна глибина — 1,8 м, середня глибина — 1,1 м, об'єм води — 0,2 тис. м³.
Озеро мілке, берегова лінія слаборозвинена, заболочена. На рослинність озеро небагате. З фітопланктону поширені хлорококкові, синьо-зелені та діатомові водорості. Вища водна рослинність нечисленна: зустрічається очерет звичайний, рогіз вузьколистий, глечики жовті, рдесник, тілоріз, ситник та харові водорості.
Озеро добре прогрівається, що сприяє розвитку рослинності і риби. Водяться в ньому звичайні види, характерні для малих озер Шацького поозер'я — плотва, краснопірка, окунь, йорж, карась, в'юн, верховодка.
Орнітофауна озера небагата. Постійно зустрічається крижень, чирок-тріскунець, лиска, але їх чисельність незначна.
Озеро Карасинець в рекреаційному відношенні використовується слабо, зокрема — для рибного лову і відпочинку людей.